# Quooker
Quooker er en hollandske virksomhed der producerer vandhaner (blandingsbatterier) med integrerede varmeelementer, samt sæbedispensere, vandfiltre og vandblødgøringsmidler til fjernelse af mineraler fra hårdt vand. Selskabet blev etableret i 1987, og har produktionsfaciliteter i Ridderkerk.